# Crazy Horse (Belgische band)
Les Crazy Horse (ook wel Le Cheval Fou genaamd) was een Belgische popgroep, met als frontman Alain Delorme, die tussen 1971 en 1975 vooral succes oogstte in Frankrijk, Canada en België. Al hun songs werden geproduceerd door Marcel De Keukelaire en Jean Vanloo.
Ze scoorden hits met "J'ai tant besoin de toi" (een nummer van Paul Severs), "Une fleur, rien qu'une rose", "Un jour sans toi" en "L'amour la première fois". Hun grootste hit scoorden ze echter in 1973 met "Et surtout ne m'oublie pas". In Frankrijk werden er 550.000 exemplaren van verkocht.
In 1975, toen de groep reeds vier miljoen platen had verkocht, hield Les Crazy Horse op met bestaan. Alain Delorme startte datzelfde jaar een solocarrière en scoorde meteen een hit met "Romantique Avec Toi", goed voor een verkoop van 350.000 stuks. Later haalde hij nog de hitlijsten met singles als "Livre d'Amour" (1975) en "J'ai Un Petit Faible Pour Toi" (1977)".
In 2004 verscheen de verzamelaar "Tous Les Tubes" met alle hits van Crazy Horse. De compilatie haalde de eerste plaats in de Album 50.